# Проблема у Польєнсі та інші історії
«Проблема у Польєнсі та інші історії» (англ. Problem at Pollensa Bay & Other Stories) - збірка детективних оповідань англійської письменниці Агати Крісті, вперше опублікована видавництвом HarperCollins в 1991 році з оповідань, написаних для американських журналів.

## Оповідання
До збірки увійшли 8 оповідань різних років:
- Чайний сервіз «Арлекін» (англ. The Harlequin Tea Set)
- Другий гонг (англ. The Second Gong)
- Любовні детективи (англ. The Love Detectives)
- Жовті іриси (англ. Yellow Iris)
- Цвіт магнолії (англ. Magnolia Blossom)
- Проблема у Польєнсі (англ. Problem at Pollensa Bay)
- Поруч із собакою (англ. Next to a Dog)
- Таємниця регати (англ. The Regatta Mystery)